# 幽靈星球樂團
幽靈星球樂團（英語：Phantom Planet）是一個來自南加州的另類搖滾樂團。該團最知名的是前任團員鼓手兼演員Jason Schwartzman以及「California」一曲，California甚至變成美國電視影集玩酷世代的主題曲。

## 成員

### 現任成員
- Alex Greenwald –主唱、鍵盤、節奏吉他 (1994–現在)
- Sam Farrar – 貝斯、歌手 (1994–現在)
- Darren Robinson – 主音吉他、背景和聲 (1994–現在)
- Jeff Conrad – 爵士鼓 (2012–現在)

### 前成員
- Jacques Brautbar – 節奏吉他、主音吉他、歌手、鍵盤 (1994–2004、2012)
- Jason Schwartzman – 爵士鼓 (1994–2003)

## 作品列表
| - 《Phantom Planet Is Missing》（1998年7月28日） - 《The Guest》（2002年6月5日） - 《Phantom Planet》（2004年1月6日） - 《Raise the Dead》（2008年4月16日） | - 《Live at The Troubadour》（2003年11月4日） - 《Bootleg! Live 2004》（2004年9月7日） - 《California EP》（2002年2月） - 《Live At Sony Connect: Phantom Planet》（2004年10月26日） - 《Limited Edition Tour EP》（2007年2月6日） |